# Гвинтова дислокація

Кристалічна площина із гвинтовою дислокацією, де синім позначено контури кристалу, червоним — лінію дислокації. Зелена стрілка відповідає напряму нарощування кристалу

Гвинтова́ дислока́ція — дислокація у кристалічній ґратці, утворена внаслідок зміщення частини кристалу на певну кількість вузлів. Лінія дислокації при цьому відповідає межі півплощини, в якій відбулося зміщення, і відділяє дефектну частину кристалу від бездефектної.
Внаслідок такого зсуву ріст кристалу і поява його нових площин здійснюватимуться у формі гвинта або спіралі, довкола (перпендикулярно) лінії дислокації.
Вектор Бюргерса для цього типу дефекту є паралельним до лінії дислокації і перпендикулярним до напряму розповсюдження розриву. При одному й тому ж зсуві гвинтова і крайова дислокації є взаємно перпендикулярними.